# Zernien
Zernien település Németországban, azon belül Alsó-Szászország tartományban. Lakosainak száma 1629 fő (2023. december 31.).

## Népesség
A település népességének változása:
| Lakosok száma | 1624 | 1622 | 1615 | 1616 | 1634 | 1629 |
|               | 2016 | 2017 | 2019 | 2021 | 2022 | 2023 |